# Motor Yamaha de Fórmula 1
Yamaha creó varios motores de carreras de aspiración natural durante su estancia en la Fórmula 1 entre los años de 1989 y 1997. Inicialmente suministraron motores para los siguientes equipos: en 1989 para el equipo alemán Zakspeed, en 1991 para el Brabham, en 1992 para el Jordan Grand Prix, de 1993 a 1996 para el Tyrrell, y en 1997 para el Arrows.
Aunque nunca ganaron una carrera (Damon Hill estuvo cerca de lograrlo en el Gran Premio de Hungría de 1997), algunos pilotos como Damon Hill, Ukyo Katayama, Mark Blundell y Mika Salo obtuvieron algunos resultados aceptables con ellos. Sin embargo, sus motores a menudo eran poco fiables y, por lo general, no se los consideraba muy potentes.

## Galería
|                           |
| Yamaha OX88 3.5 V8 (1989) |

|                            |
| Yamaha OX99 3.5 V12 (1992) |

|                             |
| Yamaha OX11A 3.0 V10 (1997) |